# Мотеђана
Мотеђана (итал. Motteggiana) је насеље у Италији у округу Мантова, региону Ломбардија.
Према процени из 2011. у насељу је живело 767 становника. Насеље се налази на надморској висини од 18 м.

## Становништво
Према резултатима пописа становништва 2011. у општини је живело 2.516 становника.
| 1931. | 1936. | 1951. | 1961. | 1971. | 1981. | 1991. | 2001. | 2011. |
| ----- | ----- | ----- | ----- | ----- | ----- | ----- | ----- | ----- |
| 4.032 | 4.019 | 3.799 | 2.777 | 2.328 | 2.013 | 1.812 | 1.960 | 2.516 |